# فدراسیون گلف ایران
فدراسیون گلف ایران عالی‌ترین نهاد ورزش گلف در ایران است و زیر نظر وزارت ورزش و جوانان فعالیت می‌کند.

## تاریخچه
ورزش گلف در ایران از سال ۱۳۰۴ شمسی (۱۹۲۵ میلادی) و همزمان با ورود اتباع خارجی به منظور کشف و استخراج نفت در مناطق نفت‌خیز جنوب کشور وارد ایران شد. تا قبل از ملی شدن صنعت نفت، هیچ ایرانی به این بازی دسترسی نداشت و گلف انحصاراً در دست خارجیان بود. پس از ملی شدن صنعت نفت، ایرانیان در نواحی جنوبی کشور مانند مسجد سلیمان، آغاجاری، گچساران، اهواز و آبادان به این ورزش روی آوردند.
به جز نواحی جنوب کشور، در تهران نیز این رشته به صورت اختصاصی و در مجموعه ورزشی انقلاب که در سال ۱۳۴۰ شمسی (۱۹۶۱ میلادی) تأسیس شده بود، توسط خارجیان مقیم تهران که عمدتاً کارکنان سفارتخانه‌های خارجی بودند، انجام می‌شد.
پس از انقلاب اسلامی، تشکیلات ورزش گلف کشور از اردیبهشت سال ۱۳۷۰ شمسی (۱۹۹۱ میلادی) در قالب یک کمیته آغاز به کار نمود و در فاصله کوتاهی به‌طور رسمی فدراسیون گلف تأسیس شد. این فدراسیون در سال ۱۹۹۶ میلادی به عضویت فدراسیون جهانی گلف درآمد.

## روسای فدراسیون گلف
روسای فدراسیون گلف ایران به شرح زیر هستند:
- محمود گلشن شیرازی (تا ۱۳۸۳)
- عیسی اسحاقی (۱۳۸۳ تا ۱۳۸۷)
- کیکاووس سعیدی (۱۳۸۷ تا ۱۳۹۶)
- بهروز منتقمی (۱۳۹۶ تا ۱۳۹۷)
- حمید عزیزی (۱۳۹۷ تا کنون)[۳]